# Christian Rasmussen (futbolista)
Christian Theodor Kjelder Rasmussen (Kongens Lyngby, 19 de enero de 2003) es un futbolista danés que juega de delantero en el Fortuna Düsseldorf de la 2. Bundesliga.

## Trayectoria
Es un producto juvenil del F. C. Nordsjælland, al que se incorporó en la categoría sub-12. El 6 de febrero de 2019 firmó un contrato con el Ajax de Ámsterdam. Debutó como profesional con el Jong Ajax como suplente de última hora en la derrota por 4-0 en la Eerste Divisie ante el Roda JC Kerkrade el 30 de agosto de 2020.

## Estadísticas

### Clubes
Actualizado al último partido disputado el 7 de noviembre de 2024.
| Club                             | Div.          | Temporada     | Liga  | Liga  | Liga   | Copas nacionales | Copas nacionales | Copas nacionales | Copas internacionales | Copas internacionales | Copas internacionales | Total | Total | Total  |
| Club                             | Div.          | Temporada     | Part. | Goles | Asist. | Part.            | Goles            | Asist.           | Part.                 | Goles                 | Asist.                | Part. | Goles | Asist. |
| -------------------------------- | ------------- | ------------- | ----- | ----- | ------ | ---------------- | ---------------- | ---------------- | --------------------- | --------------------- | --------------------- | ----- | ----- | ------ |
| Jong Ajax · Países Bajos         | 2.ª           | 2020-21       | 16    | 0     | 1      | —                | —                | —                | —                     | —                     | —                     | 16    | 0     | 1      |
| Jong Ajax · Países Bajos         | 2.ª           | 2021-22       | 36    | 7     | 5      | —                | —                | —                | —                     | —                     | —                     | 36    | 7     | 5      |
| Jong Ajax · Países Bajos         | 2.ª           | 2022-23       | 29    | 9     | 2      | —                | —                | —                | —                     | —                     | —                     | 29    | 9     | 2      |
| Jong Ajax · Países Bajos         | 2.ª           | 2023-24       | 2     | 1     | 0      | —                | —                | —                | —                     | —                     | —                     | 2     | 1     | 0      |
| Ajax de Ámsterdam · Países Bajos | 1.ª           | 2022-23       | 2     | 0     | 0      | 1                | 0                | 0                | 0                     | 0                     | 0                     | 3     | 0     | 0      |
| F. C. Nordsjælland Dinamarca     | 1.ª           | 2023-24       | 22    | 0     | 0      | 5                | 3                | 1                | 6                     | 3                     | 0                     | 33    | 6     | 1      |
| F. C. Nordsjælland Dinamarca     | Total club    | Total club    | 22    | 0     | 0      | 5                | 3                | 1                | 6                     | 3                     | 0                     | 33    | 6     | 1      |
| Jong Ajax · Países Bajos         | 2.ª           | 2024-25       | 1     | 0     | 0      | —                | —                | —                | —                     | —                     | —                     | 1     | 0     | 0      |
| Jong Ajax · Países Bajos         | Total club    | Total club    | 84    | 17    | 8      | 0                | 0                | 0                | 0                     | 0                     | 0                     | 84    | 17    | 8      |
| Ajax de Ámsterdam · Países Bajos | 1.ª           | 2024-25       | 5     | 0     | 0      | 0                | 0                | 0                | 6                     | 0                     | 0                     | 11    | 0     | 0      |
| Ajax de Ámsterdam · Países Bajos | Total club    | Total club    | 7     | 0     | 0      | 1                | 0                | 0                | 6                     | 0                     | 0                     | 14    | 0     | 0      |
| Total carrera                    | Total carrera | Total carrera | 113   | 17    | 8      | 6                | 3                | 1                | 12                    | 3                     | 0                     | 131   | 23    | 9      |